# 笠間藩

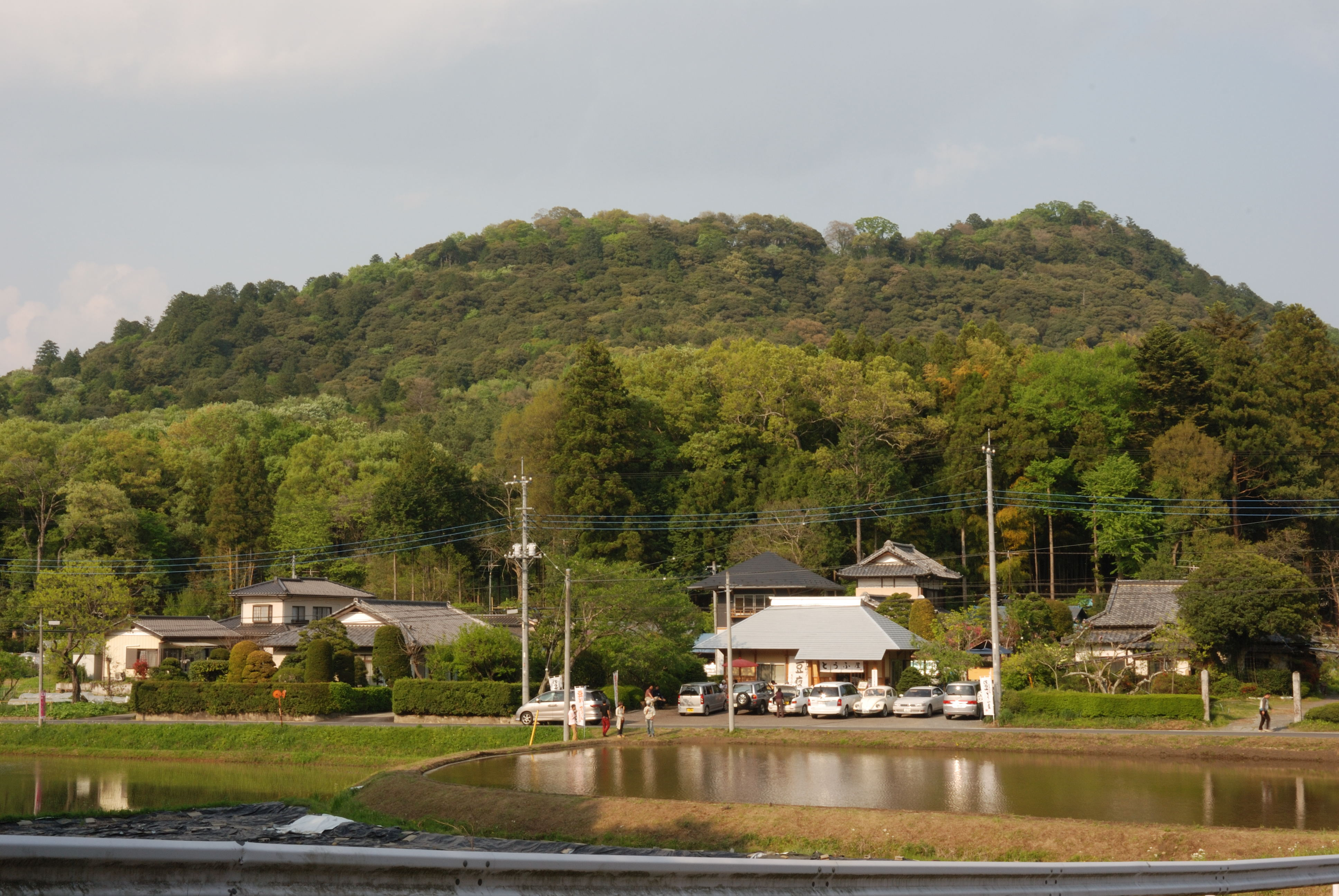
笠間城

笠間藩（かさまはん）は、江戸時代に常陸国茨城郡笠間（現在の茨城県笠間市）に存在した藩。藩庁は笠間城に置いた。

## 概要
笠間は笠間氏が鎌倉時代初期から有していた地であった。しかし天正18年（1590年）の小田原征伐の際、18代笠間綱家が宗家の宇都宮氏に逆らい、同戦役後宇都宮氏に攻められ滅亡した。（通説では笠間氏が後北条氏に組したために宇都宮氏に攻められたとされているが、笠間綱家が宇都宮氏に従って小田原征伐に参加した記録が存在するため、別の理由であると考えられている）その後は宇都宮国綱が笠間城代となったが、継嗣問題で改易される。慶長3年（1598年）、蒲生秀行が宇都宮城主となった際に、笠間の地も秀行の領有とされた。
慶長5年（1600年）の関ヶ原の戦い後、慶長6年（1601年）に松平康重が武蔵騎西藩から3万石で入封して立藩した。慶長13年（1608年）に康重が丹波篠山藩へ移封されると、小笠原吉次が下総佐倉藩から入封した。しかし吉次は、与力の給料の横領・与力の家臣化を企てたとして改易された。
その後一旦、笠間藩は幕府領となり、1612年に松平康長が下総古河藩より入封する。元和2年（1616年）に康長が上野高崎藩へ移封されると、永井直勝が入封する。元和8年（1622年）、直勝は古河藩へ移封となり、常陸真壁藩主であった浅野長重が真壁領を合わせて入封した。正保元年（1645年）、次代の長直の時、播磨赤穂藩へと移封した。
浅野家の後は、井上正利が遠江横須賀藩から入封した。元禄5年（1692年）、次代の正任の時、美濃郡上（八幡）藩へ移封となり、本庄宗資が下野足利藩より入封した。元禄15年（1702年）、次代の資俊の時に遠江浜松藩へ移封した。井上正岑が常陸下館藩より入る。延享4年（1747年）、3代目の井上正経の時に陸奥磐城平藩へと移封した。日向延岡藩より牧野貞通が入る。以後笠間藩は、越後長岡藩の支藩として牧野家の領有で固定され、明治維新を迎えることとなる。
産業面では、藩主・牧野貞喜の陶業者保護政策により、笠間焼発展の礎石が築かれたとされる。
藩主が代々剣術を奨励し、唯心一刀流と示現流を主に二大流派とした。その結果、小藩ながら剣術が隆盛を極め、「剣は西の柳河（筑後柳河藩）、東の笠間」としてその剛勇が知られるようになった。
- 「あえて水戸にひけはとらず」という常套句があって、隣の水戸藩をライバル視していた。
- 幕末になると「水戸の勇剛をもってしても笠間を撃破することは困難」と言われ、諸藩の遊暦剣客も一度は笠間の地を踏んだという。

幕閣要職に就任することが多かった牧野家はゆえに、慢性的な財政難に苦しんだ。これは表高8万石に対して実高が伴っていなかったことが根幹にある。江戸時代後期には、新田開発や肥料の改善などによって、諸藩では表高を大きく上回る収穫があった中で、笠間藩は厳しい状況に置かれた。
戊辰戦争では、官軍に属して陸奥会津藩攻撃に加わったことで賞典禄を受け、本藩の越後長岡藩とは違った動きを見せた。

## 歴代藩主

### 松平（松井）家
譜代 3万石。慶長6年（1601年）2月-慶長13年（1608年）8月
1. 松平康重

### 小笠原家
譜代 3万石。慶長13年12月24日-慶長14年（1609年）3月26日
1. 小笠原吉次

### 松平（戸田）家
譜代 3万石。慶長17年（1612年）7月-元和2年（1616年）
1. 松平康長

### 永井家
譜代 3万2,000石→5万2,000石。元和3年（1617年）10月15日-元和8年（1622年）12月7日
1. 永井直勝

### 浅野家
外様 5万3,500石。元和8年-正保2年（1645年）6月22日
1. 浅野長重
2. 浅野長直

### 井上家
譜代 5万石。正保2年6月27日-元禄5年（1692年）11月12日
1. 井上正利
2. 井上正任

### 本庄家
譜代 4万石→5万石。元禄5年11月11日-元禄15年（1702年）9月12日
1. 本庄宗資
2. 本庄資俊

### 井上家
譜代 5万石→6万石。元禄15年9月28日-延享4年（1747年）3月19日
1. 井上正岑
2. 井上正之
3. 井上正経

### 牧野家
譜代 8万石。延享4年3月19日-明治4年（1871年）7月14日
1. 牧野貞通
2. 牧野貞長
3. 牧野貞喜
4. 牧野貞幹
5. 牧野貞一
6. 牧野貞勝
7. 牧野貞久
8. 牧野貞直
9. 牧野貞寧

#### 笠間牧野家系図
凡例　太線は実子、細線は養子を示す。また、太字は笠間藩主歴代・数字は襲封順を表す。
```
 　　　　　　　　　　  （牧野）　　　　　　　　　
　　　　　          　　　　
成勝
（民部丞・
牛久保城
主）

        　              　   ｜
 　 　                      
貞成
（民部丞・右馬允）

                             ｜
　　　　　　　　　　　　　　
成定
（右馬允）

　　　　　　　　　　 　　　　┃
　　　　　　　　　　　　　　
康成
（右馬允・
大胡藩
主）
 
　　  　　　　　　　　　　　 ┣━━━━━━━━━━━━━━━━━┓
　　　　　　　　　　　      
忠成
（右馬允・
長岡藩
主初代）
　         
儀成

　　 　　　　　　　　　　　　┣━━┳━━━━━┳━━┓　　　　　┃
                            
光成
  
康成
（内膳正）
定成
 
忠清
        
成貞

　　　　　　　　   　　　　　┃　　┃　　　　　　　　┃　　┌――┼━━┓
                            
忠成
　
康道
　　　　　　　
忠貴
　
成時
　
成春
 1
貞通
（笠間藩主）

　　　　　　　　             ┃　　┣――┐　　　　　｜　　　　　┃　　┣━━┳━━┳━━┳━━┓
                            
忠辰
　
康澄
  
康重
　　　　
忠列
　　　　
成央
  
忠敬
　
貞隆
 2
貞長
　
忠利
　
忠寛

　　　  　 　　　　　　　　　｜　　　　　┃　　　　　┃　　　　　　　　　　　┏━━┫　                    
                            
忠寿
　　　  
康周
　　　　
忠知
                   3
貞喜
　
忠善

　　　　　　　 　　        　┃　　　　　┣━━┓　　┃　　　　　　　　┏━━╋━━┓
　　　　　　　　　          
忠周
　　　  
康満
　
道堅
　
忠義
　　　　　　　
貞為
 4
貞幹
　
重正

　　　　　　　　　　　       ｜　　　　　┃　　　　　┃　　　　　┏━━┳━━┫　　┃
                 　
（貞通子）
忠敬
　　　　
康陛
　　　　
忠救
　　　 5
貞一
　
康哉
 6
貞勝
 8
貞直

　　　　　　　　　　　   　　｜　　　　　┃　　　　　｜　　　　　┃　　　　　　　　┃
　　　　　　　　 　
（貞通子）
忠利
　　　  
康儔
　　　　
忠衛
　　　 7
貞久
　　　　　   9
貞寧

　　　　　　　　　　　     　｜　　　　　┣━━┓　　｜
　　　　　　　　 
（貞通子）
[
2
]
忠寛
　　　  
康長
  
康明
  
忠直

　　　　　　　　　　 　┏━━┫　　　　　　　　｜　　｜
　　　　　　　　　　　
忠精
　
氏保
　 　　　　　 
康命
  
忠興

　　 ┏━━┳━━┳━━┫　　　　　　　　　　　｜　　｜
　　
忠鎮
　
総親
　
忠雅
　
康命
   　 　　　　　　　
康哉
　
忠泰
（三根山藩主）

　　　　　　　　 ｜　　　　　　　　　　　┏━━┫
　　　　　　　　
忠恭
　　　　　　　　　  
康済
　
忠直

　 　┌――┳━━┫
　　
忠訓
　
忠毅
　
忠篤
```

## 笠間牧野家について
牧野家は、徳川綱吉の上野館林藩主時代の家老、のち将軍就任後にその側用人となった牧野成貞の後裔である。

### 笠間以前

#### 200俵から8万石に栄進
成貞は、初代越後長岡藩主・牧野忠成の甥で、上野大胡藩主・牧野康成の孫に当たる。成貞は越後長岡藩の領地と家臣団を分与されて立藩したのではなく、成貞の父である成儀が新恩をもって旗本の召し出しを受けたものである。しかも成貞は、成儀の総領ではなかった（旗本であった成儀の総領家は、後に罪により改易となっている）。笠間牧野家の家祖となる成儀の庶子であった成貞は、はじめ成儀家において捨て扶持を与えられていた。4代将軍・徳川家綱の弟であった綱吉の部屋住み時代に成貞が分家して、その屋敷・神田館に側衆として出仕することになったのが、笠間牧野家の起源である。
牧野成貞の家系が笠間藩主として定着する前の下総関宿藩主・三河吉田藩主時代には、当家が越後長岡藩の支藩に当たるか否かについては議論があった。また、成儀の総領家が改易となったため、当家が成儀家の総領家の名跡を持つか否かも明確ではなかった。
当家は分家してから明治維新まで、信濃小諸藩主や越後三根山藩主の牧野家のように、越後長岡藩から政事上の指導や重臣人事の内諾は受けていなかった。この越後長岡藩と常陸笠間藩が本・支藩関係になるか否かについては、牧野忠敬#忠敬養子入りにみる笠間牧野家との関係にも解説がある。
成貞は綱吉の寵を受け、館林藩の立藩後に御奏者などを経て家老（3000石）となる。やがて、4代将軍徳川家綱に男子がなかったため綱吉が将軍の世継として江戸城に呼び戻されると、成貞には側衆として常陸国内に1万1000石の点在した領地が与えられた。
1680年に下総関宿藩主として城主となる。1681年以降、成貞は将軍綱吉の側用人として14年間にわたって大きな権勢を得た。その間もしきりに加増されて、牧野宗家の越後長岡藩の表高7万4000石を意識したためか、綱吉は成貞の表高を7万3000石とした。
成貞の隠居後、家督を相続した成春が、まもなく加増を受けて三河吉田藩（8万石）に転封となった。これを根拠に、成貞は柳沢吉保に蹴落とされて失脚したのではなく勇退したという意見もある。
1709年に綱吉が死去すると、3年後の1712年には成貞も没し、同年には幼少の藩主、成央に対して、幕府は日向延岡藩に移封を命じた。表高は同じであるが遠国への左遷であった。

### 笠間藩主
1719年、13歳で家督を相続した日向延岡藩主・牧野貞通は、奏者番・寺社奉行・京都所司代を歴任して、1740年に常陸笠間藩に移封をみた。領地の内高は表高を数千石程度下回ることが多かった。幕末期の収穫高を内高ベースで比較した場合、長岡藩の内高は表高の2倍近くある一方で、笠間藩は宗家の長岡藩の約6割しかなかったが、表高は長岡藩を約6000石上回っていた。
辺境の延岡から江戸に比較的近い笠間藩に移封を成功させた貞通は、男子2人（忠敬、忠利）を長岡藩に養子として出した。次代の貞長は、実は牧野忠周の忠敬嫡子認定後に出生した実子であり、当初は牧野姓を許されず、牧野忠寛を幕府へ実弟として届け出た上で長岡藩主とした（長岡市立中央図書館蔵『御附録』）。

#### 長岡牧野家と笠間牧野家
貞通は、自らの嫡子忠敬を長岡牧野家の養子とした。一族ではあるが当時、血縁としては疎遠となっていた長岡牧野家に、自らの家系が傍系であることを認めた上で嫡子を養嗣子としたのである。それまでは、家祖の成儀は新恩をもって旗本に召し出されたのであり、長岡家から家臣と領地の分与を受けていないこと、また成貞が分家をした後に諸侯に取り立てられていたことを盾に、笠間家は長岡家の支藩か否かを明確にしていなかった。
しかしその後も、両藩の実力が伯仲して競争していたため、不仲を伝える逸話や文献が残っている。長岡牧野家の家臣・河井継之助が、1865年に長岡藩江戸藩邸で、長岡藩主・牧野忠恭と笠間藩主・牧野貞直の会談に着座し、貞直に不敬になる出過ぎた発言をしたため、謹慎処分を受けて在所に帰されている。

#### 笠間牧野家のその後
旧笠間藩主家は華族に列して子爵となった。

## 幕末の領地
- 常陸国
  - 茨城郡のうち - 84村
  - 真壁郡のうち - 28村
- 陸奥国（磐城国）
  - 石川郡のうち - 5村（うち3村は白河県に編入）
  - 田村郡のうち - 14村
  - 磐前郡のうち - 12村
  - 磐城郡のうち - 30村